# Hypenetes dicranus
Hypenetes dicranus är en tvåvingeart som beskrevs av Jason Gilbert Hayden Londt 1985. Hypenetes dicranus ingår i släktet Hypenetes och familjen rovflugor. Inga underarter finns listade i Catalogue of Life.